# تاکاهیرو تانیو
تاکاهیرو تانیو (انگلیسی: Takahiro Tanio؛ زادهٔ ۲۶ فوریهٔ ۱۹۹۱) بازیکن فوتبال اهل ژاپن است.